# 金谷村 (千葉県)
金谷村（かなやむら）は、千葉県君津郡（天羽郡）にかつて存在した村である。現在の富津市の南部に位置している。

## 沿革
- 1889年（明治22年）4月1日 - 天羽郡金谷村が町村制を単独施行。
- 1897年（明治30年）4月1日 - 天羽郡が統合されて君津郡となる。
- 1916年（大正5年）10月11日 - 北条線（現内房線）上総湊駅 - 浜金谷駅間開業にともない浜金谷駅が開業。
- 1955年（昭和30年）3月31日 - 湊町、竹岡村、天神山村と合併して天羽町を新設。同日金谷村廃止。
- 1971年（昭和46年）
  - 4月25日 - 天羽町が富津町、大佐和町と合併し、改めて富津町を新設。
  - 9月1日 - 富津町が市制施行し、富津市となる。
- 1987年（昭和62年）3月 - 富津市金谷コミュニティセンターが完成。

## 交通

### 鉄道
- 国鉄（現JR東日本）
  - 房総西線：浜金谷駅

### 道路
- 国道127号